# Pallacanestro Olimpia Milano 1962-1963
Questa voce raccoglie le informazioni riguardanti la Pallacanestro Olimpia Milano, sponsorizzata Simmenthal,nelle competizioni ufficiali della stagione 1962-1963.

## Verdetti stagionali
- Elette FIP 1962-1963: 1ª classificata su 14 squadre (26 partite vinte su 26)[1]  Campione d'Italia (15º titolo)
- Coppa dei Campioni: Quarti di finale[1]

## Area tecnica
- Allenatore:  Cesare Rubini[1]

## Roster
- Gianfranco Pieri
- Sandro Riminucci
- Paolo Vittori
- Gabriele Vianello
- Cesare Volpato
- Sandro Gamba [2]
- Giandomenico Ongaro
- Gianfranco Sardagna
- Marco Binda
- Vescovo